# 매개변인
매개변인(媒介變因, mediator variable, mediation variable)은 독립변인과 종속변인의 연결고리 역할을 하는 변인(變因)이다. 매개변인은 독립변인의 결과이면서 동시에 종속변인의 원인이 되는 변인이다. 매개변인은 독립변인과 종속변인의 관계 이면에 숨어있는 인과적 구조를 이해하고자 할 때 이용한다.

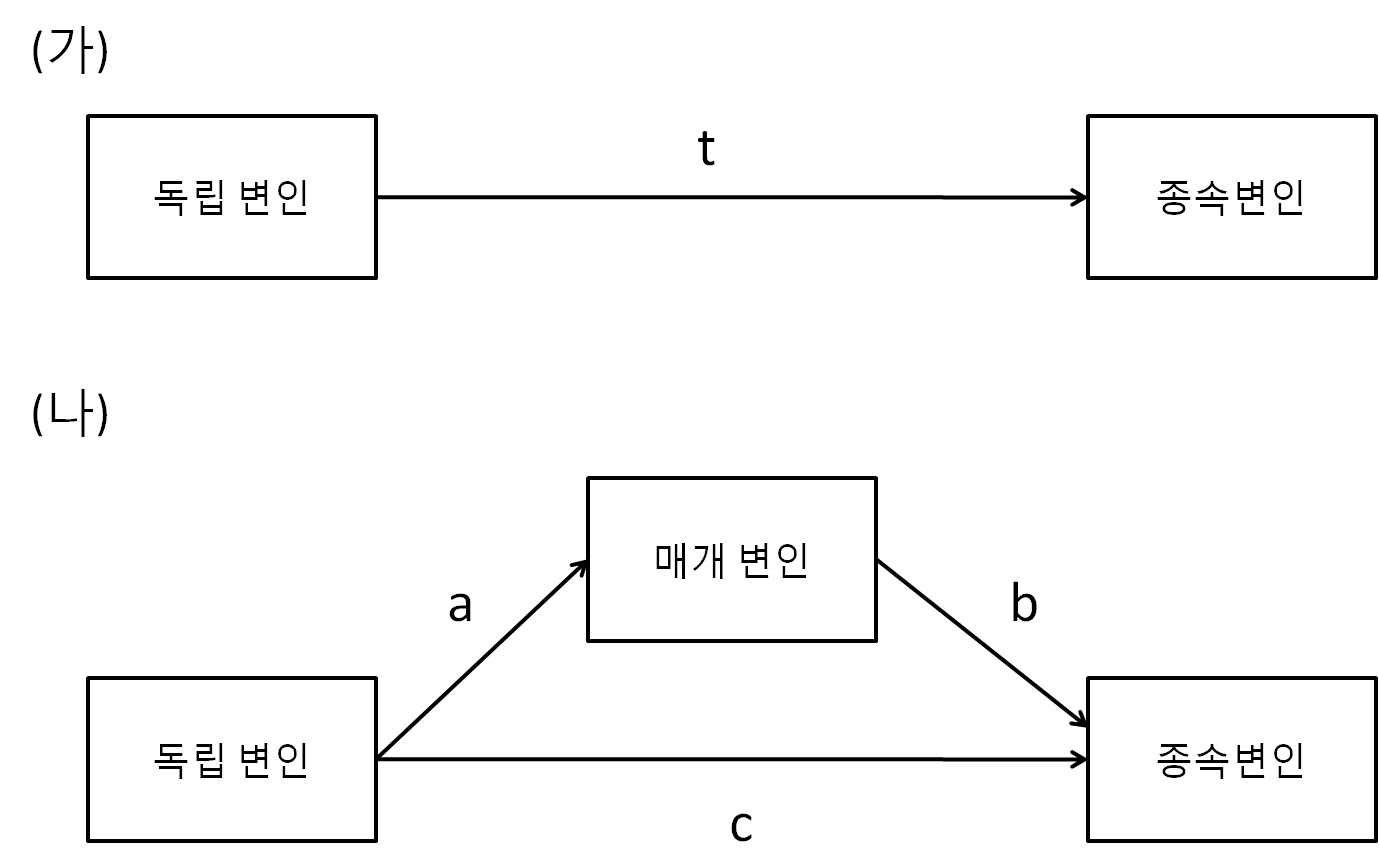
간접효과와 직접효과

매개변인이 통계적으로 유의하게 독립변인과 종속변인을 연결하려면 다음과 같은 네 가지 조건을 만족시켜야 한다.
1. 독립변인과 종속변인의 관계(t)가 유의해야 한다
2. 독립변인과 매개변인의 관계(a)가 유의해야 한다
3. 매개변인과 종속변인의 관계(b)가 유의해야 한다
4. 매개변인인 추가된 모형에서의 독립변인 효과(c)가 매개변인이 없는 모형에서의 독립변인 효과(t)보다 작아야 한다. 즉, c<t이어야 한다.

## 직접효과와 간접효과
유의한 매개변수가 존재한다면, 독립변인이 종속변인에 주는 영향은 직접효과(direct effect)와 간접효과(indirect effect)로 나뉜다. 직접효과(c)는 매개변인이 존재함에도 불구하고 매개변수를 거치지 않고 종속변인에 영향을 주는 것이고, 간접효과(a×b)는 매개변인을 통해 종속변인에 영향을 주는 것이다. 간접효과를 매개효과라고 한다. 직접효과와 간접효과를 합한 값을 총효과 또는 전체효과(total effect)라고 하는데, 이것은 매개변인을 고려하지 않았을 때의 독립변인이 종속변인에 주는 영향(t)과 같다.
t = c + ab

## 완전매개와 부분매개
이때 매개변인이 추가된 모형에서의 독립변인이 종속변인에 미치는 효과(c)가 0에 가깝다면 매개효과는 완벽하다고 할 수 있는데, 이것을 완벽한 매개(full mediation) 또는 완전 매개(complete mediation)이라고 한다. 한편 매개변인이 추가된 모형에서의 독립변인이 종속변인에 미치는 효과(c)가 여전히 통계적으로 유의한 값이면서 매개변인이 없는 모형에서의 독립변인 효과(t)보다 작고, 독립변인과 매개변인의 관계(a)와 매개변인과 종속변인과의 관계(b)이 유의하다면 매개효과는 부분적이라고 할 수 있는데, 이것을 부분 매개(partial mediation)라고 한다.

## 억제 효과
억제효과(suppressor effect)는 suppressor가 회귀모형에 포함되지 않았을 때, 다른 변수의 회귀계수가 감소하는 현상을 일컫는다. 이런 경우 suppressor를 회귀모형에 투입시켜 주면 해당 변수의 회귀계수는 상승한다. 이것은 제3변인을 통제한 결과, 발견되지 않았던 효과가 발견된 것으로 생각할 수 있다.

## 검증 방법
매개효과를 검증하는데 가장 널리 쓰이는 방법에는 회귀분석을 이용하는 방법과 구조방정식(SEM)을 이용하는 방법이 있다. 회귀분석은 매개변인이 측정오차를 가지고 있을 경우, 매개효과를 검증하지 못할 수 있다. 따라서 매개변인이 측정오차를 포함하고 있을 가능성이 높으면 구조방정식을 이용할 것을 권장하고 있다.

### 회귀분석 이용법
회귀분석을 이용하여 매개변인의 효과를 검증할 때는 다음과 같은 순서로 분석한다.
1. 독립변인과 종속변인과의 관계를 나타내는 회귀계수(t)의 통계적 유의성을 검증한다
2. 독립변인과 매개변인과의 관계를 나타내는 회귀계수(a)의 통계적 유의성을 검증한다
3. 독립변인과 매개변인을 모두 독립변인으로 간주하여 회귀분석을 실시한 후, 독립변인과 종속변인과의 관계를 나타내는 회귀계수(c)의 유의성을 검증한다

이때 t와 a,b,c는 비표준화계수이다.

#### 간접효과의 유의성 검증
독립변인이 매개변인을 통해 종속변인에 미치는 효과, 즉 간접효과(a×b)의 통계적 유의성은 간접효과를 간접효과의 표준오차(Sab)의 비율, 즉 일종의 검증통계치 Z가 정규분포를 따른다고 가정하고 검증한다. 이것을 일명 '소벨 테스트(Sobel test)'라고한다. 첫째, 점추정을 이용할 때는 |Z|가 1.96보다 크면 간접효과는 유의수준 5%에서 통계적으로 유의한 것이다.
{\displaystyle Z={\frac {a\times b}{S_{ab}}}}
{\displaystyle S_{ab}={\sqrt {b^{2}{S_{b}}^{2}+a^{2}{S_{a}}^{2}+{S_{a}}^{2}{S_{b}}^{2}}}}
이때 Sa2와 Sb2는 각각 a와 b의 표준오차이다.
Sa2 Sb2는 0에 가까운 매우 작은 값일 경우가 많기 때문에 생략할 수 있다.
신뢰구간을 이용하는 구간추정을 이용할 때는 a×b ± 1.96Sab를 구하였을 때 그 신뢰구간 안에 0이 들어가 있지 않으면 간접효과는 유의수준 5%에서 통계적으로 유의한 것이다.
일반적으로 Z가 정규분포를 따르지 않을 가능성이 높아서 Z값에 의한 매개효과 검증법이 유효하지 않을 수 있다. 즉, 유의한 매개효과가 존재함에도 불구하고 이를 확인하지 못하는 경우가 발생할 수 있다. 이러한 문제가 예상될 때는 부트스트래핑(bootstrapping)방법을 이용한다. 부트스트래핑 방법은 표본수와 동일한 크기의 표본을 반복추출하여 매개효과의 회귀계수(a×b)와 표준오차(Sab) 추출회수만큼 얻어낸 후 신뢰구간을 구하는 것이다. 만약 1,000번 반복하여 표본을 추출하고 유의수준 5%이라면 신뢰구간은 상위 25번 째와 하위 975번 째의 회귀계수값 사이가 매개효과의 신뢰구간이 되는 것이다. 이때 0이 그 신뢰구간 사이에 포함되지 않는다면 매개효과는 통계적으로 유의한 것이다.

### 구조방정식 이용
구조방정식을 이용하여 매개변인의 효과를 검증할 때는 다음과 같은 순서로 분석한다.
1. 매개변인을 포함하지 않은 모형을 구조방정식으로 검증한다.
2. 매개변인이 포함한 모형을 구조방정식으로 검증한다.

#### 간접효과의 유의성 검증
구조방정식 통계패키지를 이용할 경우에는 간접효과의 t통계량을 확인할 수 있는데, 그 절대치가 1.96보다 크면 유의수준 5%에서 통계적으로 유의한 것이다.

## 같이 보기
- 매개변수

## 읽을 거리
- Baron, R. M., & Kenny, D. A.(1986). The moderator-mediator variable distinction in social psychological research: conceptual, strategic, and statistical considerations. Journal of Personality and Social Psychology, 51(6), 1173-1182.